# Парлагол
Парлаго́л (рос. Парлагол) — селище у складі Таштагольського району Кемеровської області, Росія. Входить до складу Усть-Кабирзинського сільського поселення.

## Населення
Населення — 13 осіб (2010; 25 у 2002).
Національний склад (станом на 2002 рік):
- шорці — 96 %